# 新本義民騒動

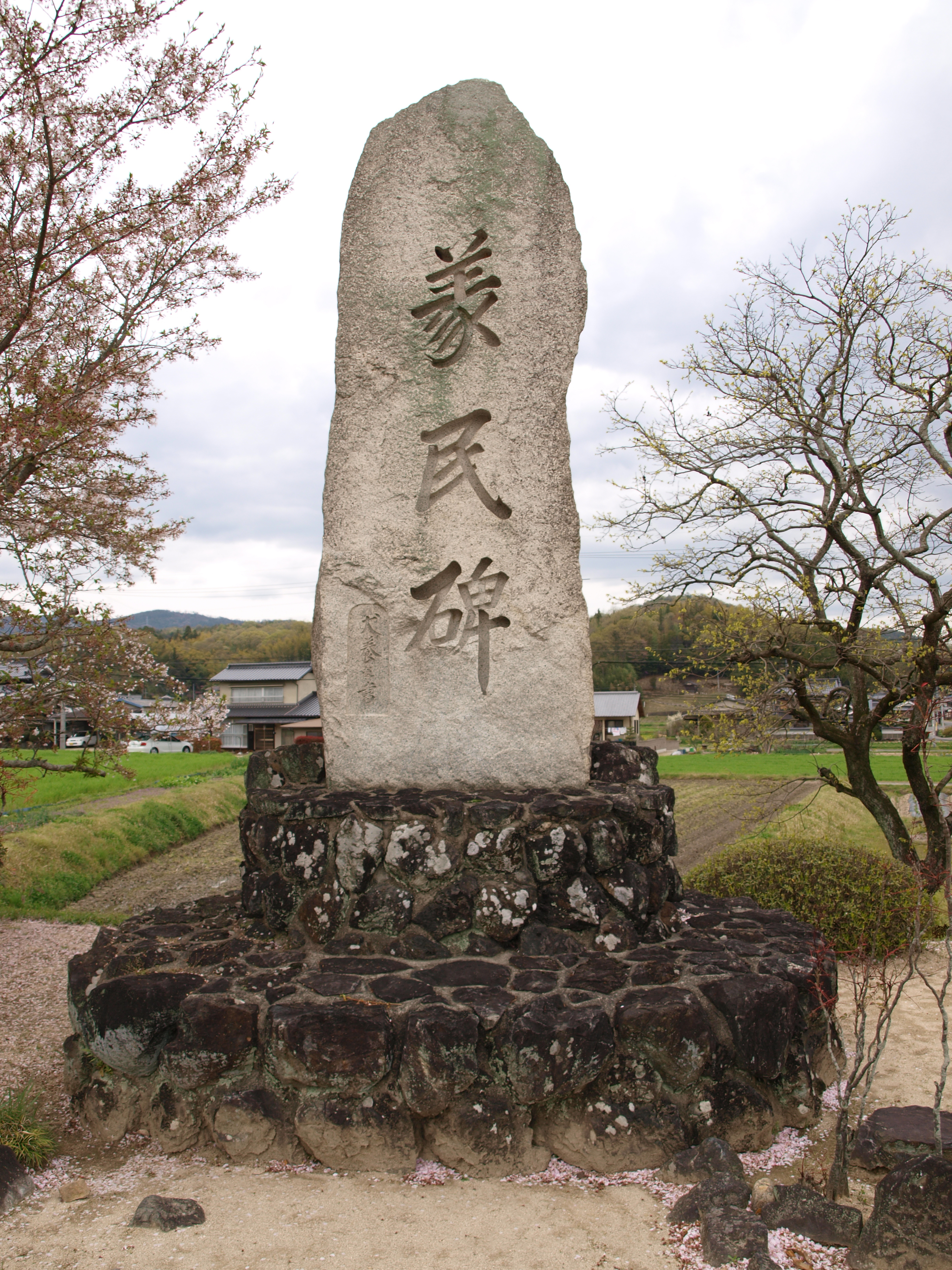
義民碑。義民四人衆が処刑された場所に建てられている。

新本義民騒動（しんぽんぎみんそうどう）は、江戸時代において備中国下道郡（現在の総社市）で起こった農民一揆、民衆騒動である。この事件で犠牲となった4人の村民を（新本）義民四人衆（ぎみんよにんしゅう）と呼ぶ。岡田藩５代目藩主伊東長救の時に起こった。

## 概要
江戸時代の慶長20年7月（1615年）、岡田藩初代藩主・伊東長実が藩領の備中国10か村にある村民の共有林である入会山を順次取り上げ藩有林としていった。岡田藩領であった同国下道郡新庄村・本庄村（現・総社市新本地区）においては1661年（万治4年/寛文元年）頃より入会山の藩有化が行われた。藩側は山を造林し、「留山」として村民の入山を禁じた。
さらに約50年後の1716年（正徳6年/享保元年）頃には、残されていた共有山であった新庄村の大平山・本庄村の春山の大部分を取り上げた。また、造林を伐採し、割り木・用材とし、それを藩庁のある同郡岡田村（現・倉敷市真備町岡田）まで運搬することを村民に命じた。それに伴い村民に支払われる運賃は、1駄（約42貫）4分5厘という低い額であった。
低賃金の上、重労働・農作業その他生活の時間が奪われることになり、生活に支障を来す事態となったため、新庄・本庄両村民（203人とされる）は会合を開き、留山とされた山の返還と割り木・用材運搬の中止を嘆願することを決意。それらを主な内容とした三箇条の嘆願書を作成し、享保2年（1717年）に藩側へ提出した。しかし藩と村民の意見は対立した。
この事態に同郡川辺村の蔵鏡寺住職など識者が仲裁を行い、数度にわたる藩側と村民側との話し合いが行われた。結果、一部の山を開放し、下草を取ることが許可された。同年3月15日、村民側は会合を開き、開放に制限があることに不満があるも譲歩し、これを受け入れた。しかしながら、村民は全留山の開放を求めることを誓い、神文誓書を作り、鎌で切った指の血で署名し、これを本庄村にある稲荷山の大岩の下に埋めたといわれる。4月14日、住職等の協力の下、藩と村民の間に正式に調停が成立。役人が来村し、山の引き渡しを行った。
翌享保3年（1718年）、藩側が開放許可された山において、許可していない木々の伐採行為が行われていることを疑い、取り締まりを強化。同年12月30日に盗伐が発覚。藩は盗伐調査を行い、盗伐者の出頭を命じた。しかし、村民からは誰一人として出頭する者はなく、藩と両村民は激しく対立することとなり、庄屋が投獄される事態になった。村民は江戸の屋敷にいる藩主・伊東長救に直訴を決め、松森六蔵（まつもり ろくぞう）・荒木甚右衛門（あらき じんえもん）・森脇喜惣治（もりわき きそうじ）・川村仁右衛門（かわむら にえもん）の4人を村民代表として選出、要求書を持たせ、同年2月13日に江戸の藩主の元へと派遣した。数日後、4人は無事江戸へと到着し、藩主への要求書提出を成功させた。
嘆願要求は、ほぼ内容通り実現されることとなったが、それと引き替えに4人の村民代表は反上の罪により処刑、その家族は国外追放、さらに財産没収および家屋取り壊しとなることとなった。享保3年6月7日（1718年7月4日）、新本川の飯田屋河原とよばれる川原で、村民の目前で4人は打ち首によって処刑が実行された。享年はそれぞれ六蔵77、甚右衛門44、喜惣治36、仁右衛門44だったとされる。なお、処刑こそ逃れたが、罪に問われた者は多く、60名弱に及ぶ。
村民は4人を義民と呼び、厚く弔い、それぞれの出身地、仁右衛門は本庄村稲井田集落、他の3人は新庄村小砂集落内（西明寺）に墓を建てた。現在も墓が残っている。

## 年譜
- 慶長20年（1615年）7月 - 岡田藩が領内の共有林・入会山を藩有（留山）化し始める。
- 万治4年/寛文元年（1661年）頃 - 新庄・本庄両村内の入会山の留山化が始まる。
- 正徳6年/享保元年（1716年）頃 - 新庄・本庄両村の大部分の入会山が留山となる。また、留山を伐採して用木とし、岡田村まで運搬する賦役が始まる。
- 享保2年（1717年）1月 - 会合を開き、三箇条の嘆願書を作成、藩へ提出。後日、村民と藩の間で会合が開かれる。
  - 3月15日 - 神文誓書を稲荷山の巨岩下へ埋める。
  - 4月14日 - 村民と藩の間で、制限付きで留山が一部開放する調停が成立する。
  - 4月24日 - 引き渡された山と留山の境界に杭が打たれる。
  - 4月25日 - 村民一同で祝いをする。
  - 9月15日 - 藩が留山の取り締まりを強化。
  - 12月30日 - 村民が藩の指示を守らず、相当数の立ち木を伐採。
- 享保3年1月15日（1718年2月14日） - 藩の役人が村の状態を調べる。
  - 2月8日 - 盗伐の疑いがある村民51人に出頭が命じられる。
  - 2月9日 - 村民は誰一人として出頭せず。
  - 2月10日 - 庄屋が投獄される。
  - 2月12日 - 村民は会合を開き、江戸の藩主への直訴を決める。
  - 2月13日 - 逃散を装って、代表者4人が江戸へ向かう。
  - 2月14-17日 - 村民一同が、庄屋の帳面につく。
  - 2月29日 - 代表4人が江戸へ到着。
  - 3月4日 - 藩主へ直訴を成功させる。
  - 3月19日 - 村民15人が投獄される。
  - 5月29日 - 代表4人が有井村の牢に投獄される。
  - 6月7日 - 村内の川原にて、代表4人の処刑が実行される。
  - 6月16日 - 代表4人の親族が国外へ追放される。

## 義民社
義民社（ぎみんしゃ）は、新本義民騒動で犠牲になった義民四人衆に深い感謝と哀悼の意を示し、その霊を手厚く弔うために、騒動後に新庄・本庄両村民が建立した祠・神社である。
現在の総社市立新本小学校の裏手（北側）にある山麓に鎮座している。
毎年、義民祭の前夜と当日朝に社前祭（しゃぜんさい）と呼ばれる儀式が行われる。

## 義民碑
義民碑（ぎみんひ）は、総社市新本地区薙田にある石碑・記念碑である。
岡山県道80号上高末総社線沿い、新本川北岸沿いにある。
義民四人衆が処刑された新本川の飯田屋河原に、4人の霊を慰め、その功績を称え、後世に残すために村民によって建立された。
現在のものは近代に建て替えられた物で、字は犬養毅による。

## 起誓岩
起誓岩（きしょういわ）は、総社市新本の稲荷山にある岩である。
享保2年3月15日（1717年4月26日）、岡田藩の提示した制限付きの御留山開放を、新本村民が会合を開き、不満があるも譲歩しこれを受け入れた際に、将来の全留山返還を目指すことを決意し、神文誓書を作成し鎌で切った指から流れる血で署名し、これをこの岩の下に埋めたといわれる。
この行為は、堅い決心と結束を表したと謂われ、このことから現在この岩を起誓岩と呼んでいる。